# Elisabeta Lipă
Elisabeta Lipă   (Siret, 26 d'octubre de 1964), de soltera Elisabeta Oleniuc, és una remadora romanesa, ja retirada, guanyadora de 8 medalles olímpiques. Ostenta el rècord de medalles en la competició olímpica de rem.

## Biografia
Va néixer el 26 d'octubre de 1964 a la ciutat de Siret, població situada a la província de Suceava, que en aquells moments formava part de la República Popular de Romania i que avui en dia forma part de Romania. Nascuda amb el nom d'Elisabeta Oleniuc adoptà el cognom Lipă en casar-se.

## Carrera esportiva
Va participar, als 19 anys, en els Jocs Olímpics d'Estiu de 1984 realitzats a Los Angeles (Estats Units) on aconseguí guanyar la medalla d'or en la prova femenina de doble scull al costat de Marioara Popescu. En els Jocs Olímpics d'Estiu de 1988 celebrats a Seül (Corea del Sud) aconseguí guanyar dues medalles: la medalla de plata en la prova de doble scull al costat de Veronica Cogeanu i la medalla de bronze en la prova de quàdruple scull. En els Jocs Olímpics d'Estiu de 1992 celebrats a Barcelona (Catalunya) aconseguí guanyar la prova de scull individual i la medalla de plata en la prova de doble scull. En els Jocs Olímpics d'Estiu de 1996 realitzats a Atlanta (Estats Units) guanyà la medalla d'or en la prova de vuit amb timoner, finalitzant així mateix novena en la prova individual de scull. En els Jocs Olímpics d'Estiu de 2000 realitzats a Sydney (Austràlia) revalidà el seu títol olímpic de vuit amb timoner amb la resta de l'equip romanès de rem i finalitzà cinquena en la prova de doble scull. En els Jocs Olímpics d'Estiu de 2004 realitzats a Atenes (Grècia), aconseguí novament revalidar el seu títol en la prova de vuit amb timoner. Amb 39 anys es va convertir en la remadora de més edat en guanyar un títol olímpic de rem.
Al llarg de la seva carrera ha guanyat 12 medalles en el Campionat del Món de rem, destacant la medalla d'or aconseguida el 1989 en scull individual. També guanyà 25 campionats nacionals.
L'any 2000 va ser declarada la millor remadora del segle XX per la Federació Internacional de Rem.

## Carrera política
Entre novembre de 2015 i gener de 2017 va ser ministra de Joventut i Esports al govern de Dacian Cioloș.